# Всемирные интеллектуальные игры 2012
II Всемирные интеллектуальные игры прошли в Лилле с 9 по 23 августа 2012 года в конгресс-центре «Гран-Пале».
В программу Игр входили соревнования по пяти видам спорта: шахматам, шашкам, го, бриджу и сянци. В соревнованиях приняло участие около 2000 спортсменов из 95 стран

## Бридж
| Вид                               | Золото                                   | Серебро | Бронза        |
| --------------------------------- | ---------------------------------------- | ------- | ------------- |
| Команды                           | Швеция                                   | Польша  | Монако        |
| Женские команды                   | Англия                                   | Россия  | Польша        |
| Возрастные команды                | Венгрия                                  | США     | Франция       |
| Смешанные межнациональные команды | Команда Милнер (независимая команда WBF) | Канада  | Team Saic Red |

## Шашки
| Вид                           | Золото                       | Серебро                          | Бронза                       |
| ----------------------------- | ---------------------------- | -------------------------------- | ---------------------------- |
| Международные шашки — мужчины | Россия · Алексей Чижов       | Россия · Александр Шварцман      | Нидерланды · Рул Бомстра     |
| Международные шашки — женщины | Беларусь · Ольга Федорович   | Нидерланды · Нина Хукман         | Польша · Наталия Садовска    |
| Рапид — мужчины               | Нидерланды · Рул Бомстра     | Россия · Алексей Чижов           | Россия · Айнур Шайбаков      |
| Рапид — женщины               | Нидерланды · Нина Хукман     | Украина · Виктория Мотричко      | Россия · Аяника Кычкина      |
| Рапид — Команды (мужчины)     | Россия                       | Нидерланды                       | Камерун                      |
| Рапид — Команды (женщины)     | Украина                      | Россия                           | Нидерланды                   |
| Блиц — мужчины                | Россия · Александр Шварцман  | Россия · Александр Гетманский    | Нидерланды · Рул Бомстра     |
| Блиц — женщины                | Россия · Айгуль Идрисова     | Россия · Матрёна Ноговицына      | Украина · Ольга Балтажи      |
| Блиц — Команды (мужчины)      | Россия                       | Латвия                           | Нидерланды                   |
| Блиц — Команды (женщины)      | Нидерланды                   | Россия                           | Монголия                     |
| Русские шашки — женщины       | Украина · Юлия Макаренкова   | Россия · Степанида Кириллина     | Россия · Жанна Саршаева      |
| Блиц — женщины                | Россия · Степанида Кириллина | Россия · Жанна Саршаева          | Украина · Юлия Макаренкова   |
| Бразильские шашки — мужчины   | Россия · Гаврил Колесов      | Россия · Николай Гермогенов      | Россия · Олег Дашков         |
| Блиц — мужчины                | Украина · Денис Шкатула      | Украина · Сергей Белошеев        | Россия · Гаврил Колесов      |
| Чекерс — мужчины              | Италия · Микеле Боргетти     | Италия · Сержио Скарпетта        | Туркменистан · Бяшим Дурдыев |
| Чекерс — женщины              | Украина · Надежда Чижевская  | Туркменистан · Амангуль Бердыева | Италия · Эрика Россо         |

## Го
| Вид                    | Золото                          | Серебро                         | Бронза                          |
| ---------------------- | ------------------------------- | ------------------------------- | ------------------------------- |
| Мужчины                | Китайский Тайбэй Лай Ю Чэн      | Китайский Тайбэй Ко Най Фу      | Китайский Тайбэй Lo Sheng-Chieh |
| Женщины                | Китайский Тайбэй Lin Hsiao-Tung | Япония · Мая Осава              | Канада · Сара Ю                 |
| Команды                | Китайский Тайбэй 1              | Китайский Тайбэй 2              | Сингапур                        |
| Юношеские соревнования | Китайский Тайбэй Ко Най Фу      | Китайский Тайбэй Tsai Cheng-Wei | Китайский Тайбэй Hsu Hao-Hung   |
| Пары                   | Япония · Осава/Накасонэ         | Китайский Тайбэй Лин/Хун        | Китайский Тайбэй Лу/Лай         |

## Сянци
| Вид              | Золото                | Серебро            | Бронза           |
| ---------------- | --------------------- | ------------------ | ---------------- |
| Рапид, женщины   | Китай · Ли Чунь Чэнь  | Китай · Дань Тан   | Китай · Бин Хань |
| Рапид, мужчины   | Китай · Цзин Се       | Китай · Чуань Цзян | Китай · Цян Чжан |
| Женщины          | Китай · Ли Чунь Чэнь  | Китай · Дань Тан   | Китай · Бин Хань |
| Мужчины          | Китай · Чуньлинь Вань | Китай · Цзин Се    | Китай · Цян Чжан |
| Команды, мужчины | Китай                 | Вьетнам            | Гонконг          |

## Шахматы
В 2011 году было решено создать отдельные Всемирные игры по шахматам, отделённые от других интеллектуальных игр. В рамках Всемирные интеллектуальных игр 2012 был проведён турнир по шахматам без вручения медалей.

## Общий медальный зачёт
| Место | Страна           | Золото | Серебро | Бронза | Итого |
| ----- | ---------------- | ------ | ------- | ------ | ----- |
| 1     | Россия           | 7      | 10      | 5      | 22    |
| 2     | Китай            | 5      | 4       | 5      | 14    |
| 3     | Китайский Тайбэй | 4      | 4       | 3      | 11    |
| 4     | Украина          | 4      | 2       | 2      | 8     |
| 5     | Нидерланды       | 3      | 2       | 4      | 9     |
| 6     | Италия           | 1      | 1       | 1      | 3     |
| 7     | Япония           | 1      | 1       | 0      | 2     |
| 8     | Беларусь         | 1      | 0       | 0      | 1     |
| 9     | Швеция           | 1      | 0       | 0      | 1     |
| 9     | Англия           | 1      | 0       | 0      | 1     |
| 9     | Венгрия          | 1      | 0       | 0      | 1     |
| 9     | Команда Milner   | 1      | 0       | 0      | 1     |
| 13    | Польша           | 0      | 1       | 2      | 3     |
| 14    | Канада           | 0      | 1       | 1      | 2     |
| 15    | Туркменистан     | 0      | 1       | 1      | 2     |
| 16    | Латвия           | 0      | 1       | 0      | 1     |
| 17    | Вьетнам          | 0      | 1       | 0      | 1     |
| 17    | США              | 0      | 1       | 0      | 1     |
| 19    | Монако           | 0      | 0       | 1      | 1     |
| 20    | Франция          | 0      | 0       | 1      | 1     |
| 20    | Камерун          | 0      | 0       | 1      | 1     |
| 20    | Монголия         | 0      | 0       | 1      | 1     |
| 20    | Сингапур         | 0      | 0       | 1      | 1     |
| 20    | Гонконг          | 0      | 0       | 1      | 1     |